# توماس ويلكينز
توماس ويلكينز (بالإنجليزية: Thomas Wilkins)‏ هو موزع أمريكي، ولد في 1956.